# Perpetua Saragueta
Perpetua Saragueta Saragueta (Mezquíriz, 3 de agosto de 1905-Pamplona, 26 de marzo de 1986) fue una escritora navarra en euskera.

## Trayectoria
Nacida en una humilde familia de agricultores, era la mayor de trece hermanos. Fue a la escuela a los siete años con otros 56 niños, y aunque sólo asistió cuatro años, aprendió rápidamente a leer y escribir. Comenzó a trabajar como maestra cuando el sacerdote Manuel Lusarreta enfermó, hasta que tres años después el colegio cerró. 
En 1931 se casó en la localidad de Irurita, en Baztán, y tuvo por marido a Trinidad Urtasun, panadero y versolari. Para colaborar en las labores de la panadería familiar tuvo que sacarse el permiso de conducir, y se dice que fue la segunda mujer en conseguirlo en Navarra. Cuando su marido quedó incapacitado por una paliza de los falangistas, Saragueta tuvo que sacar a la familia adelante. En 1944 se trasladaron a Pamplona. Crio y educó a seis hijos. Siempre mantuvo las ganas y la pasión por escribir, algo que hizo en sus últimos años.

## Obra
En aquella época pocas mujeres escribían y publicaban en euskera, y Saragueta era una de las pocas, impulsada por su amor al país y al euskera, su afición a la lectura y su pasión por la escritura. En los escritos de Perpetua Saragueta se distinguen dos períodos:

### Primera época
El primer período pertenece a la labor que realizó como periodista en los años previos a la guerra civil. Comenzó a enviar noticias locales a los periódicos El Pensamiento Navarro y La Voz de Navarra de Pamplona, así como a las revistas Eskualduna de Bayiona y Argia de San Sebastián, escribiendo crónicas de Mezkiriz y Ariz bajo los seudónimos de Mendigibela, Aritza y Txorrondo. Este último era el nombre del barrio de la finca donde nació.

### Segunda época
Sus escritos posteriores a la guerra y el largo silencio posterior a la guerra conforman el segundo período. Especialmente en aquellos escritos realizados en los años 1970, habla de diversos temas: costumbres, sucesos, anécdotas, asuntos familiares, fe y religión, entre otros.
Envió varios artículos a Fontes Linguae Vasconum y Cuadernos de Etnología y Etnografía de Navarra, y en este último publicó la monografía Mezkiritz. También escribió un libro autobiográfico, Nere oroimena (1977). Se publicaron algunos pasajes: sobre los versolaris de su marido (Trinidad Urtasun, 1894-1978), cuentos vascos de Perpetua Saragueta y recuerdos de su pueblo natal Mezkintze y de las montañas y paisajes circundantes.